# Terres ancestrales
Le domaine ancestral ou le territoire ancestral fait référence aux terres, territoires et ressources des peuples autochtones. La notion diffère des droits de propriété autochtones, du titre aborigène ou du titre natif en indiquant directement une relation à la terre basée sur l'ascendance, tandis que le terme de domaine indique les relations au-delà des terres et territoires matériels, y compris les aspects spirituels et culturels ; cette notion a été utilisée dans le cadre juridique de certains pays afin de promouvoir l'autodétermination des peuples indigènes.
Le cas des Philippines est particulier relativement à l'existence d'un vaste débat public sur l'importance des droits ancestraux en matière de développement et d'environnement.

## Natifs américains
En Amérique du Nord, le mouvement Landback réclame la restitution des terres ancestrales des peuples natifs américains.
En mai 2018, une recommandation du Pacific Forest and Watershed Lands Stewardship Council a marqué la première restitution de terres ancestrales en Californie à une tribu amérindienne non reconnue par le gouvernement fédéral américain. Elle marque également le lancement d'un plan de gestion des terres qui associe le brûlage, l'élagage et d'autres pratiques maidu ancestrales aux dernières technologies scientifiques.
Les demandeurs étaient motivés par la possibilité de posséder la terre de leurs ancêtres ainsi que par la vision de la gérer pour guérir et nourrir les endroits qu'ils avaient perdus : ramener l'angélique dans les prairies, les chênes sur les collines, et même ramener les tortues et les saumons qui peuplent leurs chansons et leurs histoires. Ils étaient convaincus que la restauration de la terre permettrait de restaurer leur culture et leur peuple.

## Peuples indigènes du Brésil

### Législation et histoire
Au Brésil, il existe une longue liste d'homicides et de violences subies par les peuples indigènes et enregistrés par les ONG et autorités locales, sur des terres non reconnues ou en phase de reconnaissance par la FUNAI. Ces évènements sont parfois qualifiés de génocide des peuples indigènes d'Amazonie (en).
À partir du début du XXe siècle, s'entame un processus d'expropriation des terres indigènes visant le développement de l'agriculture et la fixation de colons venus du sud. Les Guarani et Kaiowá se voient alors officiellement expropriés de leurs terres, déportés et confinés dans 8 réserves créées entre 1915 et 1928.
En août 2017, 48 organisations autochtones et organismes de la société civile ont signé une lettre adressée au haut-commissaire des Nations unies aux droits de l'homme et à la Commission interaméricaine des droits de l'homme, dénonçant les violations commises depuis la visite en 2016 de la rapporteuse spéciale de l'ONU, Victoria Tauli-Corpus, qui avait constaté une « régression inquiétante de la protection des droits des populations autochtones ».
En avril 2020, la modification de la « reconnaissance des limites » relativement aux terres indigènes par la FUNAI, menace selon les ONG locales, la protection du mode de vie et de la relation à la terre des peuples indigènes du Brésil.

### Communautés Yanomani
Le 12 mai 2021, Alors que les Yanomami ont été attaqués par des chercheurs d'or illégaux munis d'armes automatiques pour la troisième fois de la semaine dans le nord de l'État de Roraima, la Chambre basse du Brésil a approuvé un projet de loi qui dispense les projets de développement d'études d'impact sur l'environnement et d'octroi de licences, mettant encore plus en danger les écosystèmes et les communautés traditionnelles du pays.
Le chef des Yanomami, Dário Kopenawa, exhorte les autorités internationales à faire pression sur le gouvernement brésilien pour qu'il expulse les envahisseurs de la réserve des Yanomami.« La situation est encore très tendue. Je ne peux pas avoir peur car je dois me battre pour les droits de mon peuple, pour les terres de mes ancêtres. ».
Selon L’ONG Survival, de nombreuses personnalités politiques brésiliennes désirent réduire la taille du territoire yanomami pour l’ouvrir à l’exploitation minière, à l’élevage et à la colonisation.

## Peuples indigènes d'Afrique
La région de Messok Dja est une forêt tropicale dense située dans le nord-ouest de la République du Congo. Elle abrite une importante population d'éléphants, ainsi que des gorilles, des aigles couronnés et des pangolins en voie de disparition. L'organisation non gouvernementale WWF influe en faveur du classement de la forêt comme zone protégée. Selon le rapport du consultant du WWF, la transformation de Messok Dja en parc national affecterait environ 8 000 personnes et près de 50 communautés - dont 17 villages qui sont en partie habités par le peuple autochtone Baka. L'organisation est accusée, par le biais du financement d'éco-gardes, d'intimider et de perturber le mode de vie traditionnel des populations indigènes et de les chasser hors de leurs territoires ancestraux, à savoir, de pratiques de colonialisme vert.
En raison de leur lien avec leurs territoires ancestraux, l'association Survival considère les Baka et les Bakaya comme les meilleurs défenseurs de la nature dans la région et considère qu'une écologie responsable n'est pas possible sans un respect des pratiques et des droits des populations autochtones.

## Aborigènes australiens

### Lien avec la «nation» aborigène
La notion de territoire ancestral a été utilisée par les Aborigènes d'Australie centrale, afin de remettre en question un passé fondé sur le colonialisme, puis par l'opposition de la modernité et des modes de vie traditionnels, notamment quant à leur conception de la patrie et à leur relation d'interdépendance avec la terre.
Le professeur Michael Dodson a décrit l'idée que les aborigènes australiens se font de leur domaine en utilisant ce terme lors de son discours de l'Australien de l'année en 2013, décrivant le domaine ancestral comme un terme désignant l'ensemble des valeurs, des lieux, des ressources, des histoires et des obligations culturelles associées à cette zone et à ses caractéristiques, et consistant à prendre en compte le lieu mais aussi les gens qui y appartiennent ainsi que leur place dans la « nation » des peuples aborigènes.

### Lien avec leTjukurrpa
Tjukurrpa ou le « temps du rêve » est une notion qui demeure fondamentale dans la vision aborigène de la réalité. Le Tjukurrpa fait référence à la compréhension autochtone du monde et de sa création, ainsi qu'aux récits du rêve des êtres ancestraux. Il constitue la source fondamentale de l'identité et de l'Être. Le droit autochtone traditionnel, les terres ancestrales et les cérémonies continuent d'occuper une place importante dans la vie culturelle.
Les terres ancestrales sont le lieu et l'espace de l'éveil du moi sacré, du moi culturel et du moi ancestral. Pour le peuple Pintupi, le sentiment de réalité est assimilé à celui qui vient du Tjukurrpa - il devient réel.
Dans cet espace, les Aborigènes n'ont pas besoin de se fabriquer un faux moi en s'engageant dans une relation d'objet conforme aux Whitefellahs. Au contraire, il peut y avoir des relations réelles avec des compagnons humains réceptifs. Les Whitefellahs ne violent pas cet espace avec des connaissances, des idées préconçues, des déterminations ou des attentes, mais laissent l'espace sacré être et les Êtres, Devenir, dans le silence, l'immobilité, la reconnaissance, l'attente et le mouvement.

## Communautés autochtones d'Indonésie
En Indonésie, de nombreux conflits impliquent le déracinement des cultures traditionnelles des peuples autochtones par des plantations d'huile de palme, ou des intérêts d'exploitation forestière ou minière.
Il y a eu de nombreux conflits fonciers concernant les territoires des communautés autochtones dans le Kalimantan riche en ressources. Selon des données citées par le Jakarta Post, à la suite de la promulgation du Masterplan pour l'accélération et l'expansion du développement économique indonésien (MP3EI) en 2011, quelque 135 communautés ont été impliquées dans des conflits avec des entreprises.
Les efforts combinés des ONG et des réseaux de cartographie communautaire (en) ont permis de cartographier 3,9 hectares de terres ancestrales forestières. Un cartographe communautaire a déclaré que l'agence avait été créée pour se préparer à la décision du tribunal, afin d'être en mesure de montrer où se trouvent ces forêts coutumières devant la Cour constitutionnelle.
En 2013, la Cour constitutionnelle indonésienne a modifié la loi de 1999 sur la foresterie pour rendre les droits fonciers aux peuples autochtones dont les terres ancestrales sont boisées.
Les peuples indigènes et leurs partisans ont célébré cette décision de la Cour constitutionnelle indonésienne qui retire leurs forêts coutumières des zones forestières de l'État. En effet, les communautés autochtones ont vu leurs forêts coutumières détruites par l'exploitation forestière à grande échelle, l'exploitation minière, les plantations, l'aquaculture, le tourisme, les programmes de transmigration (transmigrasi) et d'autres projets à l'échelle industrielle au nom du développement. Leurs forêts avaient également été réquisitionnées pour être transformées en parcs nationaux et en zones protégées.

## Peuples indigènes des Philippines
Ce sujet est particulièrement important aux Philippines étant donné les problématiques spécifiques relatives au respect des droits de l'homme et à celui de l'appropriation des terres, à la suite de diverses affaires juridiques impliquant des homicides.

### Identité traditionnelle et justice
En ce qui concerne les peuples indigènes des Philippines, l'Organisation internationale du travail relève de nombreuses sources de discriminations relatives au non respect des domaines traditionnels des populations. Dans de tels cas, la résolution des conflits est obtenue principalement par le biais d'excuses, tandis que les décisions de justice formelles, les indemnisations et la restitution des droits jouent un rôle mineur. il est d'une part question de reconnaissance des droits sur les domaines ancestraux, mais aussi d'une attitude fataliste de la part des populations en question. Les relations entre les domaines ancestraux et la conservation de l'identité et des droits du peuple Moro a été objet d'études.

### Loi sur les droits des peuples autochtones des Philippines
La Loi sur les droits de peuples autochtones des Philippines, publiée en 1997, a prévu comme mesure de sauvegarde l'instrument du « consentement libre, préalable et éclairé » pour les communautés indigènes afin de garantir une consultation avant toute activité économique majeure dans les domaines et terres ancestraux, pour garantir la possibilité d'une autodétermination de ces communautés en tant que peuple.
La Loi et la manière dont elle peut affecter la législation courante et les possessions foncières des Ifugao a été désignée comme un exemple de politique de développement qui a atteint l'effet inverse de son objectif de gestion durable des domaines ancestraux, depuis la constitution jusqu'aux lois sur les zones protégées et la gestion forestière aux Philippines. Ce cas montre que même un processus de consultation bien conçu ne suffit pas à garantir le respect des droits des peuples autochtones dans le développement des villes, des provinces et des régions, et plus encore lors de la mise en œuvre de projets publics.

### Conflits avec les lois environnementales
Un examen des lois environnementales adoptées aux Philippines indique que le zonage des lieux protégés sur les îles de Palawan sur la base de critères de biodiversité réduit les pratiques de subsistance locales tout en renforçant l'efficacité du pouvoir et du contrôle du gouvernement sur ces zones, menaçant les droits des peuples autochtones.